# David Bloch Blumenfeld
David Bloch Blumenfeld (1884 – 27. listopadu 1947), hebrejsky: דוד בלוך-בלומנפלד, byl sionistický politik v britské mandátní Palestině a druhý starosta Tel Avivu.
Narodil se jako Efrajim Blumenfeld v tehdejší Ruské říši (v dnešním Bělorusku). V mládí byl aktivní v levicové organizaci Poalej Cijon. Do Palestiny přišel Bloch roku 1912 v rámci druhé alije. Stal se odborářským a politickým funkcionářem. Zastupoval odbory v Židovské národní radě. Byl zakládajícím členem levicové strany Achdut ha-Avoda a odborové centrály Histadrut.
Od roku 1923 působil Bloch i jako místostarosta Tel Avivu. V květnu 1925 se v Tel Avivu konaly komunální volby, které vyhrála se 17 mandáty (z celkových 41) Achdut ha-Avoda vedená dosavadním starostou Meirem Dizengoffem. Už 24. prosince 1925 ale Dizengoff oznámil svou rezignaci, ke které ho přiměl postoj jeho spolustraníků, kteří souhlasili s omezením vzdělávacích aktivit města. Na jeho místo byl jmenován David Bloch Blumenfeld. 26. ledna 1927 Bloch obhájil svůj mandát v komunálních volbách, do nichž šel jako kandidát odborové centrály Histadrut. Už v roce 1928 ho ale ve funkci vystřídal staronový starosta Meir Dizengoff.
V 60. letech 20. století byla po Blochovi pojmenována vesnice Dovev v severním Izraeli, jejíž název je utvořen z akronymu DBB.